# Crenobia
Crenobia és un gènere de triclàdide planàrid que habita en aigües subterrànies, deus i rierols alimentats per fonts d'Europa i Turquia.
L'espècie tipus és Crenobia alpina.
Les espècies de Crenobia poden presentar dos ulls o cap. A l'aparell copulador no presenten adenodàctils. La paret de l'atri presenta una sèrie de paquets de musculatura gruixuda.
El gènere Crenobia inclou quatre espècies conegudes:
- Crenobia alpina
- Crenobia anophtalma
- Crenobia montenigrina
- Crenobia teratophila